# وگا (تگزاس)
وگا، تگزاس (به انگلیسی: Vega, Texas) یک شهر در ایالات متحده آمریکا است که در شهرستان اولدهام، تگزاس واقع شده‌است.

## خصوصیات
وگا ۲٫۸ کیلومترمربع مساحت و ۸۸۴ نفر جمعیت دارد و ۱٬۲۲۸ متر بالاتر از سطح دریا واقع شده‌است.